# Salmón de la Sabiduría

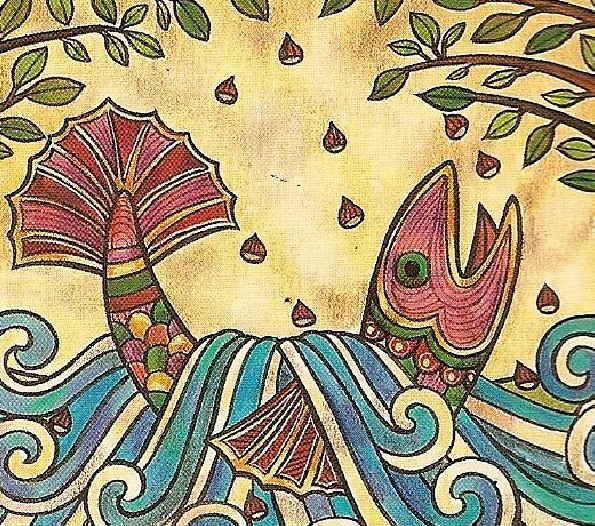
El Salmón de la Sabiduría comiendo las avellanas

El Salmón de la Sabiduría o Salmón del Conocimiento (bradán feasa en gaélico) es una criatura fantástica que forma parte del Ciclo feniano, perteneciente a la mitología irlandesa; aparece en Las hazañas infantiles de Fionn, que reúne las primeras aventuras de Fionn mac Cumhaill.
De acuerdo a la narración, se trataba de un salmón ordinario que comió las nueve avellanas que cayeron en la Fuente de la Sabiduría desde nueve avellanos que la rodeaban. De la Fuente de la Sabiduría manaban aguas que originaban cinco ríos, entre ellos los ríos Boyne y Shannon. Al comer las avellanas, el salmón obtuvo todo el conocimiento del mundo. Además, la primera persona que comiese de su carne ganaría, a su vez, el conocimiento total.
El poeta Finn Eces (o Finnegas) se pasó siete años intentando pescar el salmón. Cuando finalmente lo capturó ordenó a su aprendiz, Fionn, que se lo preparara. Mientras lo hacía, Fionn se quemó el dedo pulgar con la grasa caliente que saltaba del salmón, y para calmar el dolor se introdujo el dedo en la boca.
Cuando le llevó la comida a Finnegas, esté descubrió en la mirada del chico un brillo que no había visto antes. Cuando Finegas le pregunta, Fionn niega haber comido del pescado, pero, bajo presión, admite haber probado su grasa por accidente. Fue esta increíble sabiduría y conocimiento obtenido del Salmón de la Sabiduría lo que permitió a Fionn convertirse en el jefe de los Fianna, los famosos héroes de la mitología irlandesa.